# Sibari (stacja kolejowa)
Sibari (włoski: Stazione di Sibari) – stacja kolejowa w Sybaris, w regionie Kalabria, we Włoszech. Znajdują się tu 3 perony.

## Historia
Stacja Sibari została otwarta w 1874 wraz z otwarciem systemu kolejowego w 1875 roku, które doprowadziły do ważnego połączenia stworzonego przez Linię Jonica. W dniu 16 listopada 1876 roku stacja Sibaris stała się węzłem kolejowym po otwarciu pierwszego odcinka linii kolejowej Cosenza-Sibari i była podłączona do stacji Spezzano Albanese Terme, a to zwiększyło jej znaczenie jako punkt przesiadkowy pociągów pomiędzy dwiema liniami kolejowymi. W dniu 15 sierpnia 1943 roku, podczas II wojny światowej, dworzec został uszkodzony przez intensywne bombardowania w których życie straciło wielu ludzi. Znaczenie stacji wzrosło z otwarciem nowej linii kolejowej Paola-Cosenza, które umożliwiło bezpośrednie połączenie kolejowe z południa nad Adriatyk.